# Гавриїл

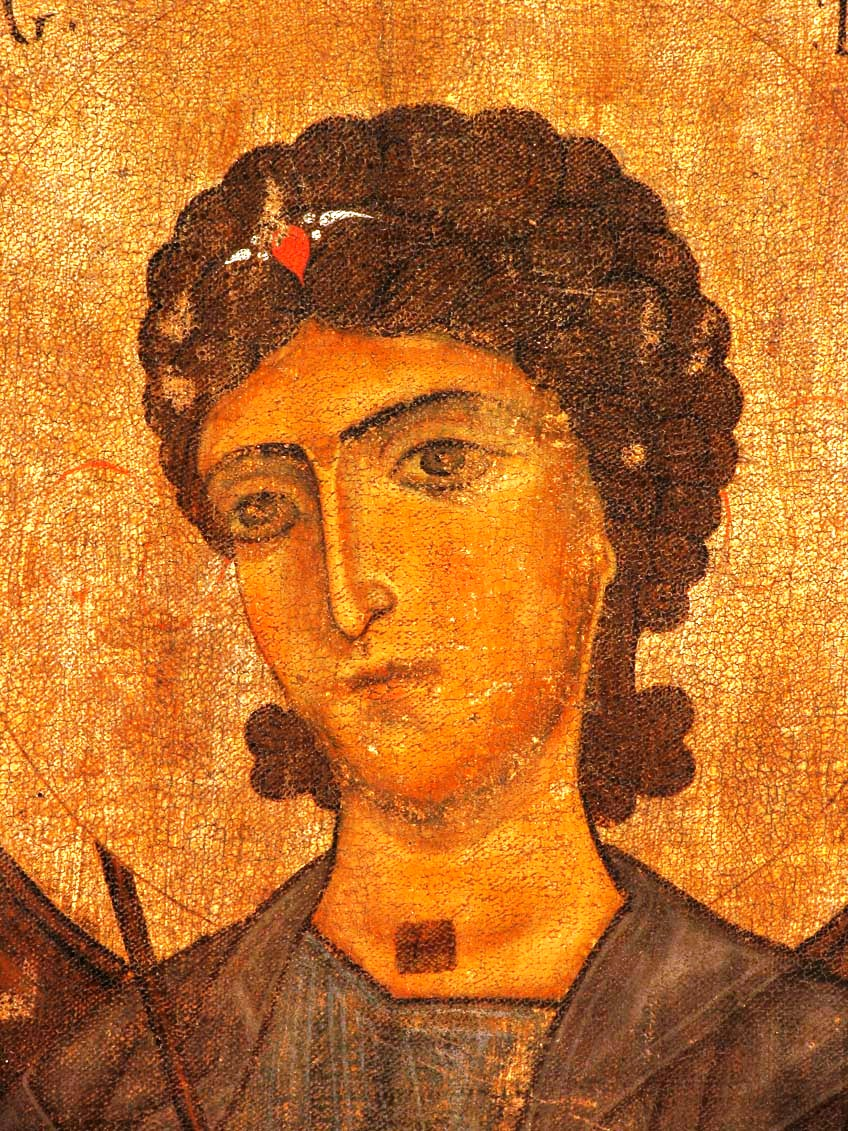
Частина середньовічної ікони із зображенням архангела Гавриїла. Грузія, XII століття.

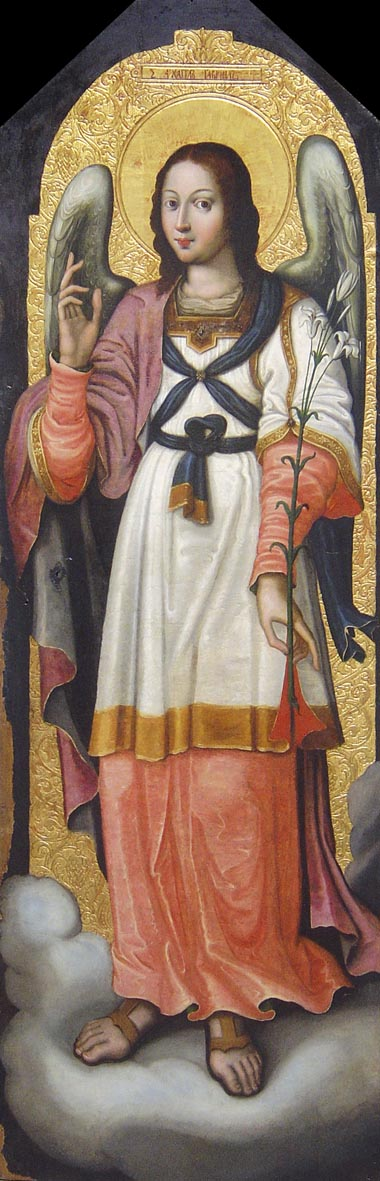
ікона Гавриїла із квіткою лілії

Гавриї́л (дослівно з древньоєврейської Міць Божа, інколи перекладають як Пан Божий, Пан від Бога, Божий Правитель) — один із семи святих архангелів (архистратигів), зветься теж «Лівою Рукою Бога», керівник чину херувимів, що оточують Божий Престол. Відомий в юдаїзмі (Гавриїл (івр. גַּבְרִיאֵל)), християнстві (грец. Αρχάγγελος Γαβριήλ), а також в ісламі, де він згадується під ім'ям Джібріл (Джабраїл).
Гавриїл вважається Божим вісником та посланцем, що оголошує про важливі події на землі. Він вперше згадується у Біблії в книзі Даниїла  посланим для поясненнь видінь пророку Даниїлу  про майбутнє панування селевкідів (Дан. 8:16-26), призначеної спокути за переступ для юдейського народу у вигляді вигнання на 70 років, приходу Месії, його безневинної жертви та часи нового завіту (Дан. 9:21-27). 
У біблійній традиції Гавриїл теж вважається вісником смерті чи Божим посланцем. Він — янгол змій, саду і херувимів, іншими словами — вартовий раю.

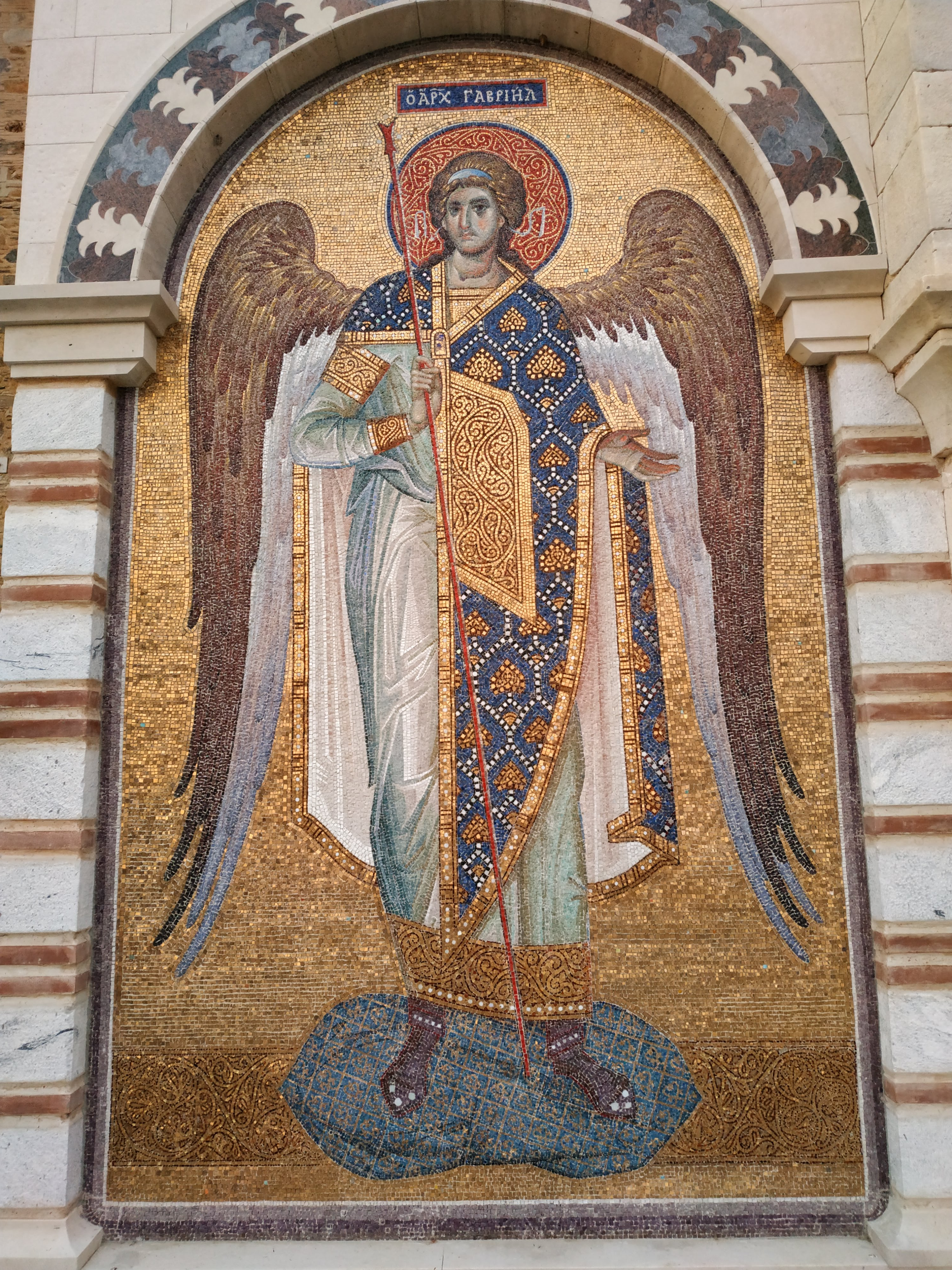
Фреска на одному з монастирів Афону

Гавриїл  предвістив народження Івана Хрестителя та Ісуса Христа  (Дан. 7:13,  Дан. 9:26).
Його вшановують як покровителя дипломатів, миротворців, посланців. День пам'яті архангела у Православній церкві — 26 березня, а в Католицькій церкві — 29 вересня.

## Гавриїл в Новому Заповіті
Гавриїл  говорить важливі звістки  і має владу забирати в людини можливість говорити. Як у випадку предвіщення народження  Івана Хрестителя у розмові  із Святим Захарієм  -  Архангел Гавриїл  був посланий Богом сповістити йому про народження сина. Він промовив Захарії: “Я Гавриїл, що стою перед Богом; мене послано говорити з тобою і принести тобі цю благовість. Ось замовкнеш і не зможеш говорити аж до дня, коли це здійсниться, за те, що не повірив словам моїм, які збудуться свого часу” (Лк. 1:19-20). У Новому Заповіті, Гавриїл є янголом який відвідує Марію, щоб оголосити їй, що вона народить Ісуса. Візит Гавриїла до Марії в Євангелії від Луки кличеться Благовіщенням (Лк. 1:26-38), подія, котра святкується 25 березня православною та католицькою церквами. Їй теж посвячується Перша радісна таємниця католицької вервиці.
Гавриїл може бути також тим янголом, який відвідав Йосипа. Після того як він довідався про вагітність Марії, Йосип роздумував про відхилення шлюбу, але «янгол Господній» з'явився Йосипові у сні і сказав йому, що зачате — від Святого Духа. (Мт. 1:18-25).
Згідно з іншою легендою він — теж янгол у книзі Об'явлення (Апокаліпсис Івана), який гудить у ріг оголошуючи Судний день.
Папа Пій ХІІ оголосив архангела Гавриїла покровителем телеграфу, телефону, радіо й телебачення. Ще його вшановують як покровителя дипломатів, філателістів, посланців і поштових працівників.

## Іконографія архангела Гавриїла
На більшості східно-православних ікон архангел Гавриїл зображений в білому або синьому одязі. Залежно від сюжету в руках у Гавриїла можуть бути сфера, жезл або спис, гілка (лілія), труба або ліхтар сувій або дзеркало. Це дзеркало зроблено з яшми і прикрашено буквою X, що позначає Христа. На православних іконах архангел Гавриїл також може бути зображений з, лілією, яка являє собою Богородицю, або райською пальмовою гілкою, що символізує перемогу Діви Марії над смертю.
Гавриїл зображується у вигляді юнака, з крилами і німбом. Винятки становлять найперші зображення в катакомбному живописі, де Гавриїл представлений в туніці і палліумі, без крил і німба (катакомби Прісцилли в Римі, сер. III ст.). Зображення крилатих ангелів сходять до V ст. Уже в ранньохристиянському мистецтві з'явилися зображення ангелів в хітоні і гіматії, а в VII ст.- в лоратному вбранні. Пишну зачіску Гавриїла підтримує стрічка, підняті кінці якої, тороки або «чутки», символізують готовність ангелів слухатись Волі Божої.
Ці деталі можуть допомогти відрізнити архангела Гавриїла від інших ангелів і, зокрема, від архангела Михайла, який зазвичай зображується як воїн в червоному одязі з мечем і щитом в руках. Таким чином, в той час як Михайло є ватажком всіх ангелів і хранителем Церкви, чия місія полягає в тому, щоб захищати Божий народ, Гавриїл служить посланником, обраним Богом, щоб сповістити людей про порятунок роду людського. Він є ангелом ясності, чистоти та радості, і саме це, що зображено на іконі архангела Гавриїла.